# Cairo, Illinois
Cairo este un oraș situat la vărsarea fluviului Ohio în fluviul Mississippi. Cu o populație de 3.632 de locuitori, conform Census 2000, orașul este sediul comitatului Alexander din statul federal american Illinois.
Orașul este menționat în romanul Aventurile lui Huckleberry Finn, scris de Mark Twain, fiind ținta călătoriei cu pluta a eroului romancierului american.

## Locuri de interes local
- Fort Defiance State Park
- Gem Theatre
- The Hewer, sculptură din 1902 de George Gray Barnard
- Cairo Custom House & Post Office
- Magnolia Manor
- The Riverlore
- A. B. Safford Memorial Library